# Персональна унія
Персона́льна у́нія — об'єднання двох або більше самостійних держав з одним монархом, який стає, таким чином, головою кожної держави-члена унії. Голова унії наділяється лише тими повноваженнями, які строго відповідають (за рідкісними винятками) повноваженням керівників окремих держав. Такий тип унії не слід плутати з федерацією, яка на міжнародному рівні є єдиною державою. Також не слід плутати з династичною унією.
Персональні унії можуть виникати з різних причин, від майже випадкових, коли, наприклад, принцеса, будучи одруженою з королем однієї держави, стає правлячою королевою іншої держави, і їх спільна дитина успадковує трон обох держав, до фактичного приєднання держав, коли в деяких випадках персональні унії створювалися з метою запобігання заколотів. Такі унії можуть бути законно обґрунтовані шляхом явного затвердження об'єднання двох держав у конституціях, або можуть не мати законних підстав, і тоді вони можуть легко розпадатися через різні правила успадкування позиції голови держави.
Оскільки президенти держав-республік обираються загальним громадянським голосуванням, персональні унії практично повністю є феноменом монархій. У зв'язку зі значним скороченням числа монархій в XX столітті, персональні унії стали явищем досить рідкісним. І хоча вони досі існують, як, наприклад, Співдружність націй, найчастіше такі спілки мають лише номінальне значення.

## Приклади особистих уній

### Англійське королівство
- Свен Вилобородий керував Англійським та Данським королівствами у 1013–1014. Він також керував Норвегією у 999–1014.
- Канут Великий керував, Данією та Англією у 1016–1035. Він також керував Норвегією у 1028–1035.
- Хардекнуд керував Данією та Англією у 1040–1042.
- Генріх VI керував Англією та Францією у 1422–1453.
- Особиста унія з Ірландією у 1541–1707 (коли Ірландія була піднята до рівня Королівства).
- Філіп II Габсбург був одночасно королем Англії (з Марією I) 1554–1558, в той же час він також був королем Неаполя (з 1554) і королем Іспанії (з 1556).
- Особиста унія з Шотландським королівством у 1603–1707 (коли вони були об'єднані в Королівство Велика Британія).
- Особиста унія з Нідерландами у 1689–1702, голландський штатгальтер, Вільгельм Оранський, який також був королем Англії, Шотландії та Ірландії. Фактична ситуація була дещо складнішою з голландськими провінціями Голландія, Зеландія, Утрехт, Лімбург та Оверейсел які вступили до особистої унії в 1689 і Дренте в 1696. Тільки дві голландські провінції і не вступили до особистої унії: Фрисландія і Гронінген

### Андорра
Часткова особиста унія з Францією з 1607 (президент Франції, колись король Франції, іншим головою держави в Андоррі є єпископ з Єпископства Урхель, Каталонія, Іспанія).

### Арагонська Корона
У 1162 Альфонсо II Арагонський був першою людиною, який мав титули короля Арагону і графа Барселони і який керував тереном, який було пізніше названо Арагонською короною. Хайме І (король Арагону) пізніше підкорив і додав до Корони Майорканське і Валенсійське королівства. Пізніше Карл V Габсбург — Карл I Іспанський, Карл V король Священної Римської імперії — об'єднав Арагон і Кастилію в персональній унії, яка стала Іспанією.

### Богемія
- Особиста унія з Польщею 1003–1004 (Богемія окупована поляками)
- Особиста унія з Польщею 1300–1306 та Угорщиною 1301–1305 (Вацлав II та Вацлав III)
- Особиста унія з Люксембургом 1313–1378 і 1383–1388
- Особиста унія з Угорщиною 1419–1439 (Сигізмунд Люксембурзький і його зять) та 1490–1526 (Ягеллони)
- Особиста унія з Австрією та Угорщиною 1526–1918 (крім 1619–1620)

### Бразилія
- Особиста унія з Португалією при Педру I (імператор Бразилії) (Педру IV Португальський), 10 березня 1826 — 28 травня 1826. Педру був принцом Португалії, Бразилії та Алгарве, а коли він проголосив незалежність Бразилії в 1822, то став її першим імператором. Коли його батько (Жуан VI (король Португалії)) помер, Педру став королем Португалії всього на кілька тижнів, після чого він відрікся від португальського престолу на користь своєї доньки, принцеси Марії II.

### Бранденбург
- Особиста унія з Прусським герцогством з 1618, коли Альбрехт Фрідріх, герцог Пруссії, помер, не залишивши спадкоємців чоловічої статі та його зять Іоан III Сигізмунд, курфюрст Бранденбургу, став правителем обох країн. Бранденбург і Пруссія мали окремі уряди та столиці в Берліні і Кенігсберзі відповідно до 1701, коли Фрідріх I об'єднав їх в один уряд.

### Велика Британія
- Особиста унія з Ірландією 1707 до унії в 1801 (коли вони об'єднані в Сполучене Королівство Великої Британії та Ірландії).
- Особиста унія з Ганновером у 1714–1837.
- Королівства Співдружності у сучасний час (у 15 держав-членів Співдружності Націй головою держави є король Англії, Шотландії, Уельсу та Північної Ірландії).

### Вільна держава Конго
- Особиста унія з Бельгією у 1885–1908 (як Вільна держава Конго).

### Данія
- Свен Вилобородий керував, Данією та Королівством Англія 1013–1014. Він також керував Норвегією 999–1014.
- Канут Великий керував, Данією та Королівством Англія у 1016–1035. Він також керував Норвегією 1028–1035.
- Хардекнуд керував Данією та Королівством Англія 1040–1042.
- Особиста унія з Норвегією 1380–1814 (скасована норвезьким Рігсраадетом у 1536).
- Кальмарська унія з Норвегією та Швецією 1389–1521.
- Королі Данії в той же час були герцогам Шлезвігу і Гольштейну 1460–1864 (Гольштейн був частиною Священної Римської імперії, нині є частиною Німеччини).
- Особиста унія з Ісландією 1918–1944, коли Ісландія стала республікою.

### Ірландія
- Особиста унія з Королівством Англія у 1541–1707 (від проголошення ірландським парламентом короля Генріха VIII Англійського королем Ірландії до утворення Великої Британії).
- Особиста унія з Шотландським королівством (і Королівством Англія) в 1603–1707 (коли Англія і Шотландія об'єднані в Королівство Великої Британії).
- Особиста унія з Нідерландами в 1689–1702, через короля Ірландії, Шотландії та Англії, також виступає як штатгальтер більшості провінцій Нідерландів. Фактична ситуація була дещо складнішою з голландськими провінціями Голландія, Зеландія, Утрехт, Лімбург та Оверейсел вступившими до особистої унії в 1689 і Дренте в 1696. Тільки дві голландські провінції не вступили в особисту унію: Фрисландія і Гронінгена.
- Особиста унія з Великою Британією в 1707–1801 (коли вона була реорганізована в Сполучене Королівство Великої Британії та Ірландії).
- Особиста унія з Ганновером у 1714–1837.
- Особиста унія зі Сполученим Королівством Великої Британії та Північної Ірландії в 1922–1937/1949.

### Ісландія
- Особиста унія з Данією 1918–1944.

### Іспанія
- Особиста унія корон, яка згодом утворила Іспанію (Кастильська Корона і Арагонська Корона) у Священній Римський імперії в 1519–1556 під головуванням Карла I (Карла V, імператора Священної Римської імперії). Кастилія і Арагон залишалися єдині в 1556–1707, після чого вони були офіційно об'єднані в Іспанію.
- Філіп II Габсбург був одночасно королем Англії (з Марією I) в 1554–1558, в той же час він також був королем Неаполя (з 1554) і королем Іспанії (з 1556).
- Іберійська унія з Іспанією в 1580–1640, під владою Філіпа II (також відомий як Філіп I Португальський), його сина та онука.

### Литва
- Особиста унія з Польщею в 1386–1401 і 1447–1569 (з перервою в 1492–1501) — польсько-литовська унія. У 1569 перетворена у Річ Посполиту.

### Люксембург
- Особистою унія з Богемією в 1313–1378 і 1383–1388.
- Особиста унія з Нідерландами в 1815–1890.

### Наварра
- Особиста унія з Францією в 1589–1620 у зв'язку зі вступом Генріха IV, після чого Наварру офіційно включено до складу Франції.

### Нідерланди
- Особиста унія з Англією, Шотландією та Ірландією 1689–1702, штатгальтером більшості провінцій Нідерландів також виступає як короля Англії, Шотландії та Ірландії. Фактична ситуація була дещо складніше, тому що до 1795 Голландська республіка була конфедерацією номінально незалежних провінцій. Провінції Голландія, Зеландія, Утрехт, Лімбург та Оверейсел вступили в особисту унію в 1689 і Дренте-1696. Дві голландських провінцій не вступили в особисту унію: Фрисландія і Гронінгена.
- Особиста унія з Люксембургом 1815–1890.

### Норвегія
- Свен Вилобородий керував Норвегією і Данією 999–1014. Він також керував Королівством Англія 1013–1014.
- Канут Великий керував Королівством Англія та Данією 1016–1035. Він також керував Норвегією від 1028 до 1035.
- Особиста унія з Швецією 1319–1343.
- Особиста унія з Данією 1380–1814.
- Кальмарська унія з Данією і Швецією 1389–1521
- Особиста унія з Швецією 1814–1905.

### Польща
- Особиста унія з Богемією, 1300–1306, а також з Угорщиною 1301–1305, (Вацлав II та Вацлав III).
- Особиста унія з Угорщиною 1370–1382 і 1440–1444.
- Особиста унія з Литвою по Кревський унії, 1386–1401, потім 1447–1569 по Люблінський унії (з перервою в 1492–1501), відома як польсько-литовська унія. У 1569 унія була перетворена у федерацію Річ Посполита.
- Особиста унія з Саксонією 1697–1706, 1709–1733 та 1734–1763.
- Східна частина: особиста унія з Росією 1814–1832, відома як Царство Польське; після придушення повстання армію, територія була приєднана прямо до Росії.

### Польща-Литва
- Особиста унія із Швецією 1592–1599
- Особиста унія із Саксонією 1697–1705, 1709–1733 та 1733–1763

### Португалія
- Іберійська унія з Іспанією 1580–1640 р., під владою Філіпа II (також відомий як Філіп I Португальський), його сина та онука.
- Особиста унія з Бразилією при Педру I (імператор Бразилії) (Педру IV Португальський), з 10 березня 1826-28 травня 1826. Педру був принцом Португалії, Бразилії та Алгарве, коли він проголосив незалежність Бразилії в 1822, став її першим імператором. Коли його батько (Жуан VI (король Португалії)) помер, Педру став королем Португалії всього на кілька тижнів, після чого він відрікся від португальського престолу на користь своєї молодшої дитини, принцеси Марія II.

### Румунія
- Особиста унія між Валахією та Трансильванією у 1599–1600 під керуванням Михайла Хороброго
- Особиста унія між Валахією, Молдавією і Трансильваніїєю в 1600–1601 під керуванням Михайла Хороброго
- Особиста унія між Валахією і Молдовою в 1859–1862 під керуванням Олександра Іоанна Куза

### Саксен-Веймар таСаксен-Айзенах
Герцогства Саксен-Веймарське і Саксен-Айзенаське були в персональній унії з 1741, коли правлячий рід Саксен-Ейзенах перервався у 1809, тоді вони були об'єднані в одне герцогство Саксен-Веймар-Айзенаське.

### Священна Римська імперія
- Особиста унія з Іспанією у 1519–1556 під владою Карла V.
- Особиста унія з Угорщиною у 1526–1806.

### Угорщина
- Особиста унія з Польщею і Богемією в 1301–1305.
- Особиста унія з Польщею в 1370–1382 за царювання Людовика Великого в 1440–1444.
- Особиста унія з Богемією 1419–1439 й 1490–1918.
- Особиста унія зі Священною Римською імперією в 1410–1439 й 1526–1806 (крім 1608–1612).
- Унія з Австрією, 1867–1918 (дуалістична монархія Австро-Угорщина) за часів правління Франца-Йосифа і Карла IV.

### Фінляндія
Унія Великого князівства Фінляндського і Російської імперії в 1809–1917 (унія не закріплена юридично, але Фінляндія користувалася широкою місцевою автономією).

### Франція
- Особиста унія з герцогством Бургундія з 1361, коли Іоанн II Добрий окупував герцогство, до 1363, коли він передав його своєму синові Филипу II Сміливому.
- Особиста унія з Королівством Англія з 1422, коли Генріх VI Англійський та Французький зайняв французький престол, аж до 1453, коли Генріх був висланий з Франції Карлом VII.
- Особиста унія з Керманичами Бретані з 1491, коли герцогиня Анна Бретонська була примусово одружена з королем Карлом VIII Французьким, в 1532, коли герцогство Бретань було офіційно приєднано до Королівства Франції.
- Особиста унія з Наваррським королівством у 1589–1620, коли Наварра було офіційно приєднана до Франції.
- Частково особиста унія з Андоррою з 1607 (французький президент є однією з голів Андорри)

### Хорватія
Хорватське і Угорське королівство утворили особисту унію двох царств в 1102, об'єднані під владою угорського короля.
Акт про об'єднання було докладно викладено в Pacta conventa, в якій окремі засади хорватської державності були збережені через Собор (рада хорватських дворян) і через бана. Крім того, хорватські дворяни зберегли свої землі і титули. Середньовічна Угорщина і Хорватія були (з точки зору міжнародного громадського права), союзниками до Мохачської битви в 1526. 1 січня, 1527, хорватське дворянство в Цетині одноголосно обрало Фердинанда І, ерцгерцога Австрії, їх королем, і підтвердили легітимність спадкоємства. Але, офіційно Угорсько-Хорватська держава існувала до початку 20-го століття і Тріанонського договору.

### Швеція
- Особиста унія з Норвегією в 1319–1343
- Кальмарська унія з Данією та Норвегією в 1389–1521
- Особиста унія з Польщею-Литвою в 1592–1599
- Особиста унія з Норвегією в 1814–1905 (іноді називається Швеція-Норвегія)

### Шлезвіг-Гольштейн
Королі Данії в той же час були герцогам Шлезвігу і Гольштейну 1460–1864 (Гольштейн був частиною Священної Римської імперії, нині є частиною Німеччини).

### Шотландське королівство
- Особиста унія з Францією в 1559–1560
- Особиста унія з Англією та Ірландією в 1603–1707 (коли Англія і Шотландія були об'єднані в Королівство Великої Британія)
- Особиста унія з Нідерландами в 1689–1702, голландський штатгальтер, Вільгельм Оранський, який також був королем Англії, Шотландії та Ірландії. Фактична ситуація була дещо складнішою з голландськими провінціями Голландія, Зеландія, Утрехт, Лімбург та Оверейсел які вступили до особистої унії в 1689 і Дренте в 1696. Тільки дві голландські провінції і не вступили до особистої унії: Фрисландія і Гронінген.